# 숫잔대
숫잔대(Lobelia sessilifolia)는 여러해살이풀의 하나이다. 가로로 뻗은 짧은 뿌리줄기로부터 속이 빈 원기둥 모양의 줄기가 1m 정도로 곧게 뻗어나와 있다. 잎은 피침형으로 가장자리에 가는 톱니가 있고 잎자루를 가지고 있지 않으며 어긋난다. 꽃은 아름다운 보랏빛으로, 여름에서 가을에 걸쳐 줄기의 윗부분에 총상꽃차례를 이루면서 달린다. 이 때, 각각의 꽃부리는 입술 모양을 하고 있는데, 윗입술은 2갈래로 나누어져 있으며 아랫입술은 3갈래로 나누어져 있다. 꽃부리조각의 가장자리에는 가느다란 긴털이 드물게 나 있다. 한편, 수술은 붙어서 통 모양을 이루고 있는데, 그 가운데에서 암술이 뻗어나온다. 씨방은 2개의 방으로 나누어져 있다. 주로 각지의 산지에서 모여 살고 있으며, 한국을 비롯한 동아시아의 온대에 널리 분포하고 있다.